# Decisiones quinquaginta
Decisiones quinquaginta („Fünfzig Entscheidungen“) ist der Titel einer Sammlung von Konstitutionen, die auf den spätantiken Kaiser Justinian I. zurückgehen. Die Rechtssammlung selbst ist nicht erhalten, die Bestimmungen flossen zumeist aber in die kaiserlichen Novellae ein, diese wiederum sind Bestandteil der justinianischen Kompilation des heute so genannten Corpus iuris civilis.
Die Regelungen galten für fünf Jahre. Sie knüpften – ebenfalls 529 fertiggestellt – an die erste Fassung des von Justinian veranlassten Codex an. Der Codex war eine Zusammenstellung des überlieferten klassischen Rechts (iura), das aufgrund simplifizierender Maßgaben auf die Zitierjuristen konzentriert und zugeschnitten war. Um den rechtsalltäglichen Umgang mit den Schriften noch weiter zu vereinfachen, sollte das Juristenrecht durch zusätzliche Kaisergesetze moderiert werden. Dabei wurden alte – bei den klassischen Juristen aufgeworfene und von ihnen abschließend nicht beigelegte – Streitfragen nunmehr entschieden, veraltete Rechtsinstitute wurden aussortiert und auch Rechtssätze beseitigt, von denen befürchtet wurde, dass sie zu Anschlusskontroversen führen würden. Da Justinian im Jahr 534 dann eine rundum erneuerte Version des Codex auf den Weg brachte, verlor die Entscheidungssammlung im selben Jahr unmittelbar ihre Gültigkeit.
Ob die Decisionen planmäßig eine Regelauslegungshilfe des frühen Codex waren, oder ob sie als Vorarbeit zum und damit Bestandteil des späteren Gesetzeswerk zu verstehen sind, muss nach aktuellem Forschungsstand offen bleiben. Mit der Schaffung des jüngeren Codex blieben jedenfalls vereinzelte Bezugnahmen auf die Decisionensammlung bestehen, so in den Institutionen, auch im Codex selbst. Auch die etwas später entstandene Kommentarliteratur des Florentiner Rechtsbuchs erwähnt noch deren Existenz.
Die Decisionen stehen im Mittelpunkt der neueren Forschung von Constantin Willems, der Justinian in seiner Habilitationsschrift als Wirtschaftssubjekt untersuchte. Mittels ökonomischer Analysetools beleuchtete er die rechtsökonomische Perspektive zu den Entscheidungsgründen und Entscheidungsmustern bei Justinian. Die aufgeworfene Frage lautet, inwieweit Justinian seiner Zeit möglicherweise soweit voraus war, dass er als „Ökonom avant la lettre“ bezeichnet werden kann. Auch Salvatore Puliatti hatte die Decisionen zuletzt untersucht und befundet, dass der Autor die Auseinandersetzung mit dem ius controversum gesucht hat, um die Vereinfachung des Regelwerks zu bewerkstelligen.